# Hrvatsko srce
Hrvatsko srce je HSS-ova organizacija žena.
Osnovala ju je 20-ih godina 20. stoljeća Marija Radić. 
Bila je jedna od HSS-ovih organizacija koje su odigrale veliku ulogu u emancipaciji žena. Te organizacije su bila osnivane radi "unapređenja žene i socijalno i kulturno", a i radi toga da bi se "kod naših žena probudilo svijest ravnopravnosti žene s muškarcem" i radi "propagiranja ženskog prava glasa".
Rad Hrvatskog srca obnovljen je 1998. godine.
Ova organizacija "kroz žensku populaciju promovira interes stranke te se zalaže za bolji položaj žena u društvu i politici. Neka od područja interesa i djelovanja su ravnopravnost spolova, ljudska prava, edukacija žena za politički rad, zaštita zdravlja, materinstva, doma i obitelji, zaštita tradicije te očuvanje narodnog stvaralaštva i običaja."
Područja interesa i djelovanja Hrvatskog srca su:
- edukacije i radionice iz područja zaštite zdravlja, materinstva, doma i obitelji
- edukacije, radionice i zalaganje za ravnopravnost spolova i ljudska prava (ženska prava)
- edukacije i radionice za socijalna pitanja i problema nasilja u obitelji
- edukacije, radionice i tribine žena za bolji politički rad
- edukacija i zalaganje žena kod zapošljavanja i samozapošljavanja
- očuvanje tradicije, narodnog stvaralaštva i običaja (kultura i moralna vrijednost)
- suradnja s ostalim asocijacijama unutar HSS-a
- suradnja s udrugama građana i organizacija sa sličnim ciljem djelovanja
- humanitarni rad na svim područjima djelovanja
- zalaganje za boljim i kvalitetnijim položajem žena u društvu, politici itd.